# Washington/Wells (Metro de Chicago)
Washington/Wells es una estación en las líneas Rosa, Naranja, Marrón y Púrpura del Metro de Chicago. La estación se encuentra localizada en 100 North Wells Street en Chicago, Illinois. La estación Washington/Wells fue inaugurada el 17 de julio de 1995.  La Autoridad de Tránsito de Chicago es la encargada por el mantenimiento y administración de la estación.

## Descripción
La estación Washington/Wells cuenta con 2 plataformas laterales y 2 vías. 

## Conexiones
La estación es abastecida por las siguientes conexiones de autobuses: 
- Rutas del CTA Buses
- #11 Lincoln/Sedgwick
- #14 Jeffery Express
- #20 Madison (Owl Service)
- #X20 Washington/Madison Express
- #56 Milwaukee
- #60 Blue Island/26th (Owl Service)
- #124 Navy Pier
- #157 Streeterville